# Dirty Harry (cançó)
"Dirty Harry" és el tercer senzill de l'àlbum Demon Days, del grup britànic Gorillaz, i va comptar amb la col·laboració de Bootie Brown. Llançat el 25 de novembre de 2005, va arribar a la sisena posició a la llista anglesa de senzills i fou nominada als premis Grammy com a millor actuació urbana/alternativa.

## Informació
Dirty Harry també és una pel·lícula del 1971 dirigida per Don Siegel. El protagonista de la pel·lícula era Clint Eastwood, que casualment també és un anterior senzill de Gorillaz. La portada del senzill és similar a la portada de la pel·lícula Full Metal Jacket. Les lletres de la cançó contenen la frase "The war is over so says the speaker with the flight suit on", una referència al discurs de "Mission Accomplished" de George W. Bush.
El videoclip fou llançat el 25 d'octubre de 2005 pels subscriptors de la llista de distribució del web de Gorillaz. Es tracta de l'únic videoclip de Gorillaz filmat in situ. Inicialment van proposar fer l'animació per ordinador d'un desert, però degut al seu elevat cost econòmic, finalment van gravar les imatges a l'exterior. Posteriorment van afegir les animacions dels personatges de la banda i també un grup de nens del Children's Choir San Fernandez. Sembla que els nens viatjaven en un helicòpter pilotat per en 2D que s'estrella enmig del desert però sobreviuen tots i esperen l'arribada dels rescatadors, un camió Casspir de les Forces de Defensa de Sud-àfrica on van els altres components del grup. Posteriorment, apareix amagat a la sorra el raper Bootie Brown vestit amb uniforme militar per cantar la seva part de la lletra. El videoclip està relacionat amb el de "El Mañana".

## Llista de cançons
| CD1 (Regne Unit) 1. "Dirty Harry" 2. "All Alone" (directe) CD2 (Regne Unit) 1. "Dirty Harry" 2. "Hongkongaton" 3. "Dirty Harry" (Chopper Remix) Promo CD 1. "Dirty Harry" 2. "Dirty Harry" (instrumental) 3. "Dirty Harry" (a cappella) DVD 1. "Dirty Harry" (vídeo) 2. "Murdoc Is God" 3. "Dirty Harry" (animatic) 4. "Dirty Harry" (instrumental) | CD (Austràlia) 1. "Dirty Harry" 2. "Hongkongaton" 3. "Dirty Harry" (Chopper Remix) 4. "Dirty Harry" (vídeo) 5. "Dirty Harry" (animatic) 6. "Dirty Harry" (instrumental) CD (Japó) 1. "Dirty Harry" 2. "All Alone" (directe) 3. "Hongkongaton" 4. "Dirty Harry" (Chopper Remix) 5. "Dirty Harry" (vídeo) EP iTunes 1. "Dirty Harry" (vídeo) 2. "Dirty Harry" (directe) 3. "Highway (Under Construction)" 4. "Hongkongaton" |